# 大分市消防局
大分市消防局（おおいたししょうぼうきょく）は、大分県大分市の消防部局（消防本部）。

## 概要
- 本部：大分市荷揚町３番45号 荷揚複合公共施設5階 大分市役所別館内[1]
- 管内面積：501.28km2
  - このほか、東九州自動車道 別府IC - 臼杵IC間を所管する。
- 職員
  - 定数：490人
  - 実数：470人
- 消防署3か所、分署2か所、出張所9か所

他、県内17市町村から119番通報の受電、通信指令業務の委託を受けている。

## 組織
- 本部：総務課、警防課、救急救命課、予防課
- おおいた消防指令センター：通信指令課
- 消防署

## 主力機械
- 消防ポンプ自動車：23
- 小型動力ポンプ付水槽車：3

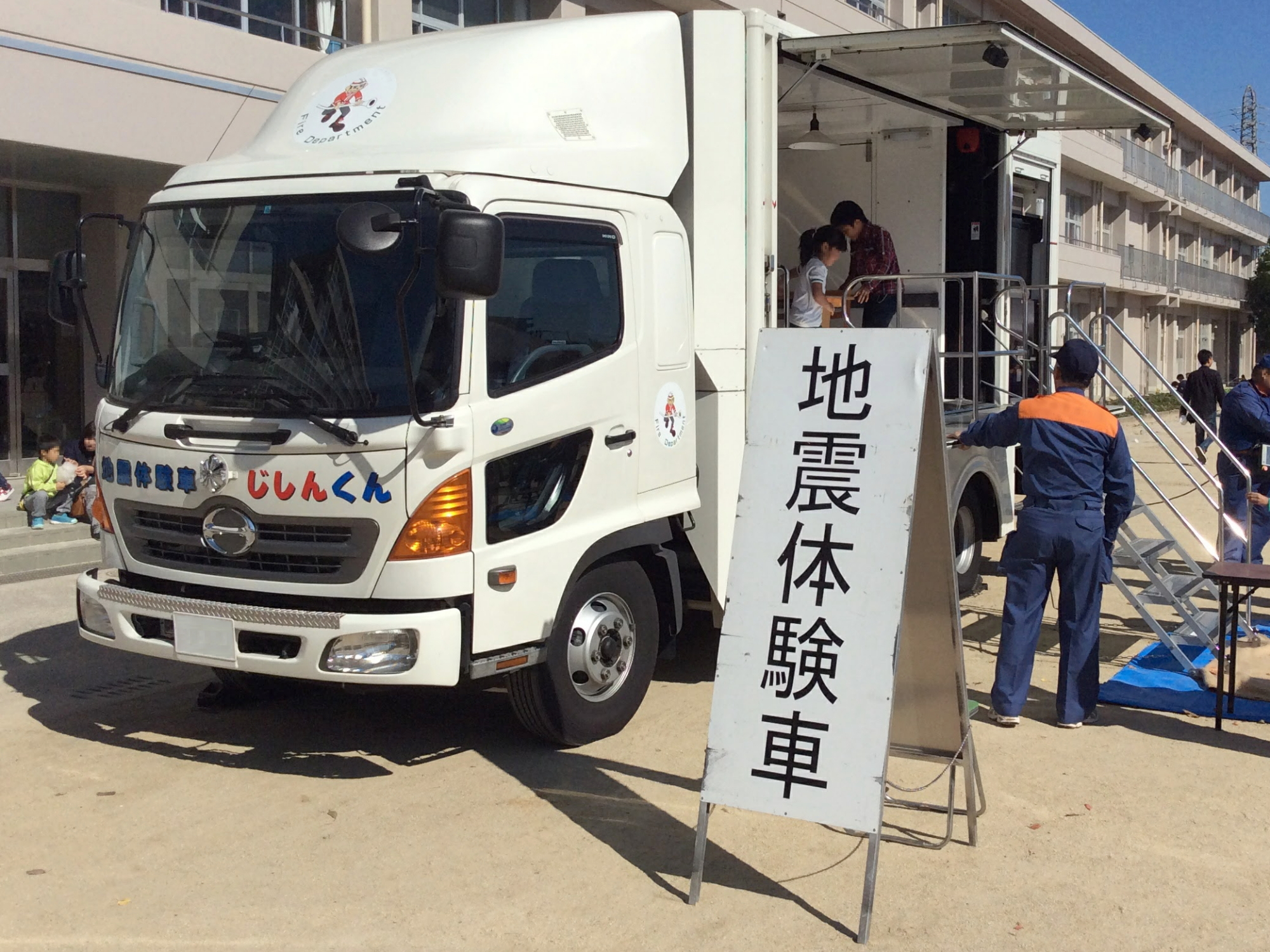
地震体験車「じしんくん」

- はしご車：3（40m級：1、35m級：2、30m級：1）
- 高所作業車：1
- 化学消防車：2（III型）
- 大型化学高所放水車：1
- 泡原液搬送車：1
- 電源車：1
- 救助工作車：4
- 資機材搬送車：3
- 救急自動車：15
- 特殊災害車：1
- 水難救助車：1
- 支援車：1
- 燃料補給車：1
- 人員搬送車：1
- 指揮車：4
- 団指揮車：1
- 広報車：2
- 防災連絡車：7
- 地震体験車：1
- 軽自動車：18
- 消防活動用自動二輪車：3
- 原動機付自転車：7[2]

局指揮車、支援車、燃料補給車は総務省消防庁貸与車両（緊急消防援助隊）

## 消防署
| 消防署                       | 住所                            | 分署                     | 出張所                                                          |
| ---------------------------- | ------------------------------- | ------------------------ | --------------------------------------------------------------- |
| 中央消防署                   | 舞鶴町1-1-1                     | 南大分：大字奥田442      | 東大分：新貝12-9 西大分：王子西町9-20 明野：明野南1-1-10        |
| 東消防署                     | 東鶴崎1-1-26                    | 佐賀関：大字佐賀関750-90 | 坂ノ市：坂ノ市南3-5-32 大在：大在浜1-7-45 松岡：毛井1487-1      |
| 南消防署                     | 大字市51-1                      | なし                     | 大南：大字中戸次5130 敷戸：大字鴛野868-2 野津原：大字野津原2885 |
| （おおいた消防指令センター） | 荷揚町３-45 荷揚複合公共施設4階 | なし                     | なし                                                            |

## おおいた消防指令センター
おおいた消防指令センターは、大分市消防局内に設置された消防通信指令部局である。運用は大分市消防局おおいた消防指令センター通信指令課が行う。
2018年（平成30年）より大分県では、県内市町村の消防力を維持・強化していくため、人口減少社会の到来、高齢化の進展等を踏まえ、市町村消防指令業務の共同運用を検討していた。共同指令センター設置にあたり、大分市が各市町村より「事務委託」を受けるという形で受託。旧荷揚町小学校跡地に建設された「荷揚複合公共施設」内に消防局の移転に併せて設置された。
なお、荷揚複合公共施設の1階は児童クラブ「府内こどもルーム」および商業区画「荷揚リンクスクエア」、2階は大分市中央公民館、3階から6階は大分市役所別館、5階には大分市災害対策本部・大分市消防局、6階には会議室が入居する。
県内14消防本部から職員が大分市消防局に出向して業務を行う。専用回線として最大36回線（平常時は９回線）を設置し、県内どこからでも受電しやすいように設計されている。また、バックアップとして各消防本部の通信指令卓は残される。また、NET119、映像通報にも対応している。広域消防業務とは異なり、出動に際しては従前どおりの出動態勢をとる。119番通報の都道府県下で一括して行うのは全国初という。2024年（令和6年）7月から6週間かけて大分県内の119番回線を同センターに切り替えた。

## 沿革
- 1953年4月1日 - 大分市消防本部及び大分市消防署を開設。
- 1954年5月1日 - 大分市消防署南部派出所を開設。
- 1956年10月10日 - 大分市消防署西部派出所を開設。
- 1957年5月23日 - 大分市消防署東部派出所を開設。
- 1963年7月15日 - 同年3月10日の鶴崎市等との合併に伴い、大分市鶴崎消防署を開設。大分市消防署を大分市大分消防署に名称変更。
- 1967年11月1日 - 大分市鶴崎消防署坂ノ市派出所を開設。
- 1970年3月20日 - 大分市大分消防署大南派出所を開設。
- 1971年5月1日 - 大分市大分消防署稙田派出所を開設。
- 1972年4月1日 - 大分市大分消防署明野派出所を開設。
- 1973年11月15日 - 大分市大分消防署敷戸派出所を開設。
- 1975年6月16日 - 大分市大分消防署南分署を開設。
- 1975年9月10日 - 大分市鶴崎消防署大在派出所を開設。
- 1977年4月1日 - 大分市大分消防署南分署に代えて大分市南消防署を開設。
- 1983年2月27日 - 大分市消防本部、大分消防署庁舎竣工。
- 1983年8月1日 - 大分消防署が大分市中央消防署に、鶴崎消防署が大分市東消防署にそれぞれ名称変更。
- 1984年9月1日 - 大分市消防本部が大分市消防局に名称変更。
- 1988年4月1日 - 各派出所が出張所に名称変更。
- 2005年1月1日 - 佐賀関町（佐賀関町消防本部管轄）、及び、野津原町（大分地域消防本部管轄）の編入に伴い、大分市東消防署佐賀関分署、及び、大分市南消防署野津原出張所を開設。
- 2006年10月1日
  - 大分市大分南消防署が南大分地区から稙田地区に移転。これに伴い旧大分市南消防署を大分市中央消防署南大分分署とするとともに、9月30日を以て大分市南消防署稙田出張所を廃止[7]。
  - 大分市中央消防署東部出張所を大分市中央消防署東大分出張所に、大分市中央消防署西部出張所を大分市中央消防署西大分出張所にそれぞれ名称変更[2]。
- 2008年10月1日 - 中央消防署に高度救助隊「OSR（Oita Super　Rescue）」を設置する。
- 2011年3月14日 - 東日本大震災の被災地に緊急消防援助隊を派遣しで捜索救助活動を行った。
- 2024年
  - 4月1日 - 通信指令課を「おおいた消防指令センター通信指令課」に改称[3]。
  - 7月1日 - 大分市消防局が舞鶴町1丁目から荷揚町の荷揚複合公共施設内に移転[1]。
  - 7月2日 - 「おおいた消防指令センター」への通信指令業務の移管・仮運用を開始[3]。大分市消防局の通信指令業務を「おおいた消防指令センター」に移管[3]。
  - 7月9日 - 中津市消防本部[8]、宇佐市消防本部、豊後高田市消防本部の通信指令業務を「おおいた消防指令センター」に移管[3]。
  - 7月16日 - 別府市消防本部、豊後大野市消防本部[6]、臼杵市消防本部[9]の通信指令業務を「おおいた消防指令センター」に移管[3]。
  - 7月23日 - 日田玖珠広域消防組合消防本部、佐伯市消防本部[10]の通信指令業務を「おおいた消防指令センター」に移管[3]。
  - 7月30日 - 竹田市消防本部[11]、由布市消防本部、杵築速見消防組合消防本部の通信指令業務を「おおいた消防指令センター」に移管[3]。
  - 8月6日 - 国東市消防本部、津久見市消防本部[12]の通信指令業務を「おおいた消防指令センター」に移管[3]。この日をもって、通信指令業務の移管を終了。
  - 10月1日 - 「おおいた消防指令センター」を本運用開始[13]。